# Watu Dandang
Watu Dandang is een bestuurslaag in het regentschap Nganjuk van de provincie Oost-Java, Indonesië. Watu Dandang telt 6413 inwoners (volkstelling 2010).